# Dicliptera roxburghiana
Dicliptera roxburghiana är en akantusväxtart som beskrevs av T. Anders.. Dicliptera roxburghiana ingår i släktet Dicliptera och familjen akantusväxter.

## Underarter
Arten delas in i följande underarter:
- D. r. ciliata
- D. r. nazimii
- D. r. qaiseri
- D. r. roxburghiana